# Navigationsskola
Navigationsskola, mellan 1951 och 1980 Sjöbefälsskola var skolor för utbildning av fartygsbefäl och maskinbefäl i Sverige. Två av kvarvarande sjöbefälsskolorna uppgick 1980 i högskoleutbildning i Göteborg respektive Kalmar och de andra kvarvarande sjöbefälsskolorna, Härnösand, Malmö och Stockholm, lades ner.
I en skrivelse 1827 förordnades att navigationsskolor skulle inrättas i Stockholm, Göteborg och Gävle. Skolorna i Stockholm, Göteborg, Gävle, Malmö och Kalmar startade 1841 följt av Härnösand, Karlshamn och Visby 1842, Västervik 1858 samt Strömstad 1841. Skolorna i Karlshamn, Visby, Västervik, Strömstad och Gävle upphörde 1912. 
Utbildning för maskinister infördes 1877.
Tidigare skolor i Sverige var en styrmansskolan i Stockholm inrättade enligt kungligt brev 1658 och en navigationsskola inrättades i Karlskrona 1794 men den ingick inte i skolorna för handelssjöfart under 1800-talet.

## Navigationsskolor i Sverige
- Navigationsskolan i Gävle
- Navigationsskolan i Göteborg (efter 1951 Sjöbefälsskola)
- Navigationsskolan i Härnösand
- Navigationsskolan i Kalmar (efter 2003 Sjöfartshögskolan i Kalmar}
- Navigationsskolan i Karlshamn
- Navigationsskolan i Malmö (efter 1951 Sjöbefälsskola)
- Navigationsskolan i Stockholm (efter 1951 Sjöbefälsskola)
- Navigationsskolan i Strömstad
- Navigationsskolan i Visby
- Navigationsskolan i Västervik